# 山上信吾 (野球)
山上 信吾（やまかみ しんご、1999年9月21日 - ）は、群馬県太田市出身のプロ野球選手（投手・内野手）。右投右打。NPBでは育成選手だった。

## 経歴

### プロ入り前
太田市立綿打小学校では小学1年生時に第88回全国高等学校野球選手権大会決勝をテレビで観戦し、同じ太田市出身の斎藤佑樹に憧れ野球を始める。太田市立綿打中学校では投手兼外野手として軟式野球部に所属し、3年時には太田市選抜で全国3位に輝いた。
常磐高校進学後、1年秋からショートとしてベンチ入りし、2年春から本格的に投手に転向。2年秋にはエースとして群馬県大会ベスト8。3回戦の渋川高校戦で1試合17奪三振を記録し、注目を浴びる。3年春は県ベスト8入りするも、右上腕部を痛め登板が無く、3年夏の群馬県大会も調子を崩し、ベスト8まで進んだが、前橋育英高校戦で敗れた。
2017年10月26日、プロ野球ドラフト会議で読売ジャイアンツから育成選手ドラフト2位指名を受け、支度金200万円、年俸250万円で入団。背番号は017。

### 巨人時代
プロ入り1年目の2018年8月に右肘を痛め、2019年3月に復帰するまでの約7ヶ月間をリハビリに費やした。この年にイースタン・リーグ初登板を経験したが、1回2失点。結局この1試合のみでシーズンを終えた。
2020年は三軍戦6試合に登板したが、防御率は10.50と全く通用せず、7月8日、投手から内野手への登録変更が発表された。転向後、野手として三軍戦で25打席に立つも、打率.100の成績だった。この年はイースタン・リーグ公式戦への出場を果たせず、11月2日、内野手転向1年目にして戦力外通告を受けた。12月7日に行われた12球団合同トライアウトには再び投手として参加。最速146km/hを記録し、打者3人に対して四球・中飛・三振の結果だった。

### 巨人退団後
2021年はクラブチームのヌーベルベースボールクラブに所属したのち、5月1日にベースボール・チャレンジ・リーグ（ルートインBCリーグ）の神奈川フューチャードリームスに練習生として入団することが発表された。入団発表ではポジションは投手となっている。5月17日に練習生から正式な選手契約に変更となった。
2022年は同じルートインBCリーグの群馬ダイヤモンドペガサスに移籍。同年11月8日には、NPB12球団合同トライアウトを受験したが、獲得する球団は現れなかった。
2023年も群馬に残留したが、シーズン終了後に自由契約となり退団。12月20日に信濃グランセローズへの入団が発表された。

## 人物・プレースタイル
「『山上といえばストレート』と言われるような投手になりたい」と語っており、高校時代の最高球速は146 km/h。巨人入団後も球速面の成長が著しく、怪我から復帰後の2019年4月には最速152 km/hを計測している。変化球はスライダーとフォークを投げられる。先発向きではなく、短いイニングで抑える方が向いているタイプだと山上自身は思っている。

## 詳細情報

### 年度別投手成績
- 一軍公式戦出場なし

### 独立リーグでの投手成績
| 年 度     | 球 団     | 登 板 | 先 発 | 完 投 | 完 封 | 無 四 球 | 勝 利 | 敗 戦 | セ 丨 ブ | ホ 丨 ル ド | 勝 率 | 打 者 | 投 球 回 | 被 安 打 | 被 本 塁 打 | 与 四 球 | 敬 遠 | 与 死 球 | 奪 三 振 | 暴 投 | ボ 丨 ク | 失 点 | 自 責 点 | 防 御 率 | W H I P |
| --------- | --------- | ----- | ----- | ----- | ----- | -------- | ----- | ----- | -------- | ----------- | ----- | ----- | -------- | -------- | ----------- | -------- | ----- | -------- | -------- | ----- | -------- | ----- | -------- | -------- | ------- |
| 2021      | 神奈川    | 12    | 2     | 0     | 0     | 0        | 2     | 0     | 0        | 0           | 1.000 | 101   | 23.1     | 26       | 1           | 10       | -     | 2        | 11       | 0     | 1        | 13    | 12       | 4.63     | 1.54    |
| 2022      | 群馬      | 34    | 6     | 1     | 1     | 0        | 2     | 3     | 3        | 0           | .400  | 221   | 48.2     | 50       | 2           | 23       | -     | 4        | 28       | 3     | 0        | 21    | 18       | 3.33     | 1.50    |
| 2023      | 群馬      | 26    | 3     | 0     | 0     | 0        | 0     | 2     | 5        | 0           | .000  | 187   | 38.1     | 45       | 6           | 27       | -     | 3        | 23       | 1     | 0        | 27    | 24       | 5.63     | 1.88    |
| 2024      | 信濃      | 19    | 3     | 1     | 0     | 0        | 3     | 2     | 1        | 0           | .600  | 169   | 37.2     | 32       | 3           | 22       | -     | 6        | 32       | 4     | 0        | 24    | 17       | 4.06     | 1.43    |
| 通算：4年 | 通算：4年 | 91    | 14    | 2     | 1     | 0        | 7     | 7     | 9        | 0           | .500  | 678   | 148.0    | 153      | 12          | 82       | -     | 15       | 94       | 8     | 1        | 85    | 71       | 4.32     | 1.59    |

- 2024年シーズン終了時

### 背番号
- 017 （2018年 - 2020年）
- 19 （2021年、2023年 - ）
- 15 （2022年）

### 登場曲
- 「キュン」日向坂46（2020年）